# 維利霍韋齊 (茲韋尼戈羅德卡區)
49°1′56″N 30°53′46″E / 49.03222°N 30.89611°E

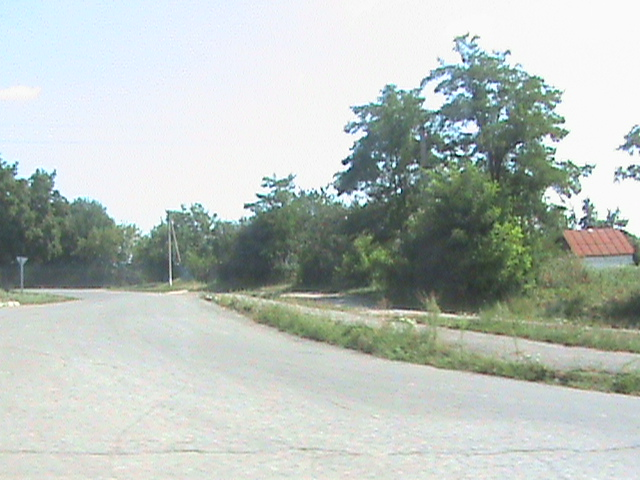

維利霍韋茨（烏克蘭語：Вільховець）是位於烏克蘭中部的村莊，由切爾卡瑟州裡茲韋尼霍羅德卡區的茲韋尼霍羅德卡市鎮負責管轄。該村處於波皮夫卡河畔，始建於1633年，面積13.27平方公里，海拔高度190米，2001年人口3,048。